# Dacznaja-2
Dacznaja-2 (ros. Дачная-2) – wieś (ros. деревня, trb. dieriewnia) w zachodniej Rosji, w osiedlu wiejskim Gniozdowskoje rejonu smoleńskiego w obwodzie smoleńskim.

## Geografia
Miejscowość położona jest nad jeziorem Kriwoje i rzeką Dniepr, 0,5 km od przystanku kolejowego Dacznaja II, przy drodze federalnej R120 (Orzeł – Briańsk – Smoleńsk – Witebsk), 8,5 km od drogi magistralnej M1 «Białoruś», 4 km od centrum administracyjnego osiedla wiejskiego (Nowyje Batieki), 9 km od centrum Smoleńska.

## Demografia
W 2010 r. miejscowość zamieszkiwało 51 osób.